# Шевелев, Алексей
Алексей Шевелев (16 марта 1896, Одесса, Российская империя — 13 ноября 1974, Рим, Италия) — протоиерей, священник православной, затем католической церкви византийского обряда, церковный журналист на «Радио Ватикана», участник Русского апостолата, деятель Русского Зарубежья.

## Биография
Алексей Шевелев родился в дворянской семье, по материнской линии - потомок итальянского графского рода Галлеано (Galeano) из Генуи, в 1914 году окончил Одесский кадетский корпус, с 1915 года участвовал в Первой мировой войны, где получил ранение и контузию.
В 1920 году поступил в Одесскую православную духовную семинарию, в 1921 году рукоположен в сан священника в Елизаветграде.
В 1931 году был арестован; освободившись в 1937 году, работал экскурсоводом в Керчи и учился на заочном отделении историко-археологического института в Ленинграде. Во время Великой Отечественной войны оказался на оккупированной территории и  вместе с семьей был угнан на принудительные работы в Германию, позже работал на американском военном складе. В Мюнхене вошёл в контакт с Русским католическим центром и в 1948 году вместе с женой перешёл в католичество, переехал в Рим, где стал вести передачи «Радио Ватикана». Первая программа радио вышла в эфир на русском языке 19 апреля 1948 года, с этого времени в течение 20 лет вёл передачи радио Ватикана на русском языке. В 1969 году вышел на пенсию, но до 1973 года продолжал вести религиозные программы.
Сослужил в 1963 году епископу Андрею Каткову в совершении литургии св. Иоанна Златоуста  в Соборе Св. Петра в Риме.
Скончался 5 июля 1974 года в своей квартире в Руссикуме.